# Jill Schirnhofer
Jill Schirnhofer (Amsterdam, 29 oktober 1991), ook wel bekend als kortweg Jill, is een Nederlands illustrator, schrijver, programmamaker en actrice. Hoewel ze van beroep hoofdzakelijk illustrator en schrijver is, beleeft ze haar doorbraak door het kinderprogramma Jill, dat ze voor AVROTROS op NPO 3 presenteert.

## Biografie en carrière

### Begin carrière
Schirnhofers carrière begint als ze op 15-jarige leeftijd haar eigen opgepimpte schoolagenda naar een uitgever stuurt. Ze is op dat moment op zoek naar een snuffelstage, maar mag meteen zelf een agenda ontwerpen. De agenda verkoopt binnen vier weken uit en ze wordt onder contract genomen.
Onder het label My life is sweet brengt Schirnhofer een schoolspullenlijn uit, die ze later uitbreidt met andere accessoires, zoals kleding, make-up, kookboeken en een doeboek. Behalve in Nederland heeft ze ook in Duitsland verschillende boeken op haar naam staan. Daar schrijft ze tevens een column voor het blad Mädchen. Verder houdt ze een eigen blog bij en tekent ze voor boeken en tijdschriften en in opdracht van bedrijven.

### Presentatrice
Schirnhofer zelf breekt in Nederland nationaal door als ze in november 2014 het kinderprogramma Jill bij de AVROTROS gaat ontwikkelen en presenteren. In dit programma geeft ze creatieve adviezen aan de kijker op het gebied van tekenen en knutselen, mode en koken. Na 17 succesvolle seizoenen gaat het programma in herhaling.
In 2021 maakt ze haar opwachting als presentatrice van het programma Super Surprise. Dit programma presenteert ze samen met Niek Roozen, eveneens bij de AVROTROS.

### Actrice en schrijfster
Behalve als presentatrice treedt Schirnhofer ook op als actrice. Zo speelt ze mee in de diverse series op Zapp en maakt ze in 2017 haar opwachting als filmactrice. Ze speelt de rol van Jocelyne in de Nederlandse filmkomedie Misfit en de vervolgen daarop, Misfit 2 (2019) en Misfit 3 (2020), evenals in de tv-serie Misfit (2021). De tweede en de derde film wint een Zapp Award Favoriete Jeugdfilm.
In 2017 maakt Schirnhofer tevens haar debuut als fictieschrijver. Ze schrijft en illustreert haar eerste eigen jeugdboek Elvy's eigen wereld: So boho, dat in april dat jaar in de winkels verschijnt. Het boek is verfilmd, getiteld Elvy's wereld: So Ibiza, deze ging op 26 september 2018 in première. Schirnhofer speelt hierin de rol van Joy. Van het boek verschijnen in 2018 en 2019 twee vervolgtitels.

### Verdere activiteiten
Rond Schirnhofer en haar tv-programma Jill ontstaat een uitgebreide merchandise lijn. Zo verschijnen er door de jaren heen een grote hoeveelheid doeboeken. In 2022 wordt de lijn nog verder uitgebreid met knutselpakketten.

## Uitgaven

### Boeken

#### Fictie
- 2017. Elvy's eigen wereld 1: So boho (Gottmer Uitgevers Groep b.v.)
- 2018. Elvy's eigen wereld 2: So fancy (Gottmer Uitgevers Groep b.v.)
- 2019. Elvy's eigen wereld 3: So Bella (Gottmer Uitgevers Groep b.v.)

#### Overige
- 2010. Van keukenmeid tot dinerdiva (Inmerc)
- 2011. Dinerdiva in de city (Kosmos Uitgevers)
- 2012. Gift guide voor girls (Tirion Creatief)
- 2013. 5 Days a Week (Coppenrath F, Duits)
- 2013. Sammelordner My Style Diary (Coppenrath F, Duits)
- 2013. Relax, it's Weekend (Coppenrath F, Duits)
- 2013. Partytime (Coppenrath F, Duits)
- 2013. Handmade with Love (Coppenrath F, Duits)
- 2013. Style Guide - Do it yourself (Coppenrath F, Duits)
- 2015. Tekenen met Jill (Karakter Uitgevers B.V.)
- 2015. Kleuren met Jill (Karakter Uitgevers B.V.)
- 2015. Mijn vriendenboek (Karakter Uitgevers B.V.)
- 2016. Iedereen kan tekenen met Jill (Karakter Uitgevers B.V.)
- 2016. Schoolagenda 16-17 "My diary" (Back to Basix)
- 2016. Groetjes uit (Karakter Uitgevers B.V.)
- 2016. Het grote Jill doe-boek (Karakter Uitgevers B.V.)
- 2016. Knutselen met Jill (Karakter Uitgevers B.V.)
- 2017. Meer Tekenen met Jill (Karakter Uitgevers B.V.)
- 2018. Bakken met Jill (Karakter Uitgevers B.V.)
- 2019. Kleur in met Jill (Karakter Uitgevers B.V.)
- 2020. Kleur in met Jill ( Karakter Uitgevers B.V)
- 2020. Kleur jezelf mindful (Karakter Uitgevers B.V)
- 2021. Let's rock it: Hét lifestyleboek met tips & tools (Best of YA Books)
- 2022. Puzzel je chill met Jill (Denksport)

### Knutselpakketten
- 2022. Jill - Maak je eigen dagboek (Jumbo)
- 2022. Jill - Versier je eigen beauty set (Jumbo)
- 2022. Jill - Maak je eigen bedelsieraden (Jumbo)
- 2022. Jill - Maak je eigen kaarten (Jumbo)